# Liste des présidents de la République arabe sahraouie démocratique
Le président de la République arabe sahraouie démocratique est le chef de l'État auto-proclamé de la République arabe sahraouie démocratique (RASD), gouvernement en exil basé au Camp de réfugiés de Tindouf en Algérie. De 1976 à 1982, le chef de l'État portait le titre de président du Conseil révolutionnaire.

## Liste des présidents
| Nom                      | Dates                         | Notes                                                                                 |
| ------------------------ | ----------------------------- | ------------------------------------------------------------------------------------- |
| El-Ouali Moustapha Sayed | 29 février 1976 - 9 juin 1976 | Président du Conseil révolutionnaire                                                  |
| Mahfoud Ali Beiba        | 10 juin 1976 - 30 août 1976   | Président du Conseil révolutionnaire par intérim                                      |
| Mohamed Abdelaziz        | 30 août 1976 - 31 mai 2016    | Président du Conseil de commandement révolutionnaire, puis président de la République |
| Khatri Addouh            | 31 mai 2016 - 12 juillet 2016 | Président de la République par intérim                                                |
| Brahim Ghali             | 12 juillet 2016               | Président de la République                                                            |